# 多山駅
多山駅（タサンえき）は、大韓民国全羅北道益山市にかつて存在した韓国鉄道公社（KORAIL）の駅である。

## 路線
- 韓国鉄道公社
  - 湖南線

## 歴史
- 1967年6月3日 - 開業。
- 2006年6月23日 - 廃止。

## 隣の駅
韓国鉄道公社
湖南線
咸悦駅 - 多山駅 - 黄登駅